# Tukwila

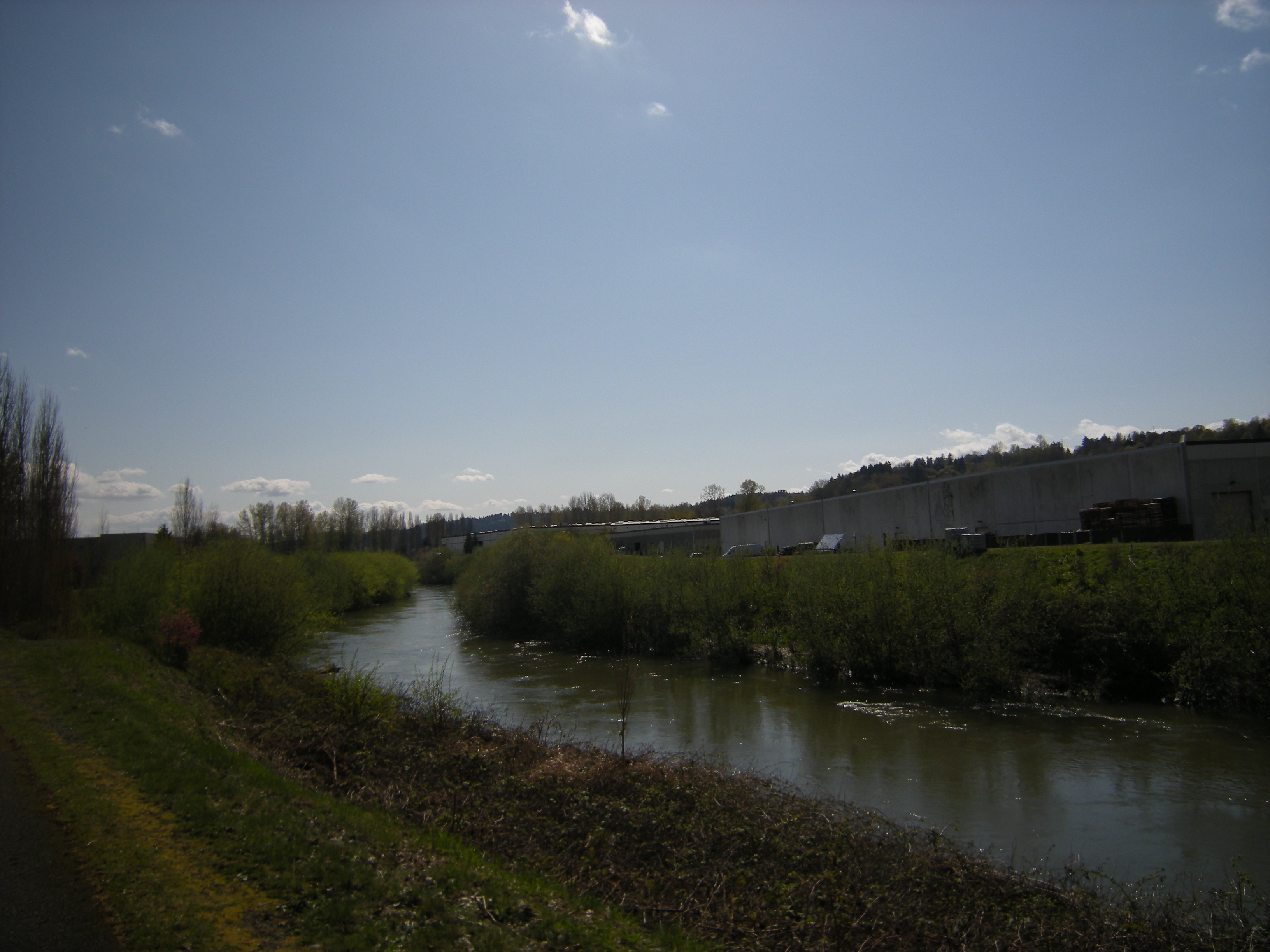
Zelená řeka.

Tukwila je předměstí Seattlu v okrese King, v americkém státě Washington. S metropolí a největším městem státu má společnou severní hranici. Při sčítání lidu v roce 2010 ve městě žilo 19 107, odhadovaný počet obyvatel v roce 2012 činí 19 080.

## Historie
Původní obyvatelé území dnešní Tukwily byli členové indiánského kmene Duwamišů, kteří žili na březích Černé řeky a řeky Duwamish. Jméno města pochází z pidžinového jazyka Chinook Jargon a znamená ořech. Důvodem tohoto pojmenování je dřívější zalesnění území lískovými ořechy. Jiní s touto teorií pojmenování nesouhlasí a tvrdí, že jméno pochází z indiánského slova T'awedlc, což znamená kachna. Duwamišové zde žili ve dlouhých domech z cedrového dřeva, lovili zvěř či ryby, sbírali plody a používali řeku pro obchod se sousedními indiánskými kmeny.
V roce 1853 bylo území osídleno kanadským průkopníkem Josephem Fosterem, který sem přicestoval z Wisconsinu. Foster byl později znám jako otec Tukwily a sloužil v legislativě okresu King a teritoria Washington po dobu 22 let. Nyní je jeho domov při břehu řeky Duwamish chráněn v rámci parku Fort Dent, kde se také nachází pevnost vybudovaná pro války s indiány v 50. letech 19. století. Fosterovo jméno v oblasti nadále přežívá také jako název jedné z městských čtvrtí Tukwily a jedné ze zdejších středních škol, Foster High School.
Ze začátku se z malé Fosterovy vesnice pomalu stalo zemědělské centrum a obchodní středisko pro horní část údolí řeky Duwamish. Rostl i počet obyvatel, jehož přísun následoval i průmysl. Celá městská ekonomika byla ale spíše založena na zemědělství.
Tukwila kdysi ležela také na meziměstské tramvajové lince, která ji spojovala se Seattlem, Rentonem a Tacomou. Spojení fungovalo mezi lety 1902 a 1928 a zkracovalo čas cesty mezi dvěma velkoměsty na necelou hodinu. Zhruba ve stejné době vznikla ve městě první makadamová vozovka celého státu Washington. Stále navíc nese jméno této tehdy nové metody zpevnění ulic. Ve městě se také nachází jedna z prvních zpevněných vojenských cest v zemi.
Tukwila byla začleněna jako město roku 1908.

## Geografie
Tukwila má rozlohu 23,5 km², z čehož necelá 2 % tvoří vodní plocha.

### Městské čtvrtě

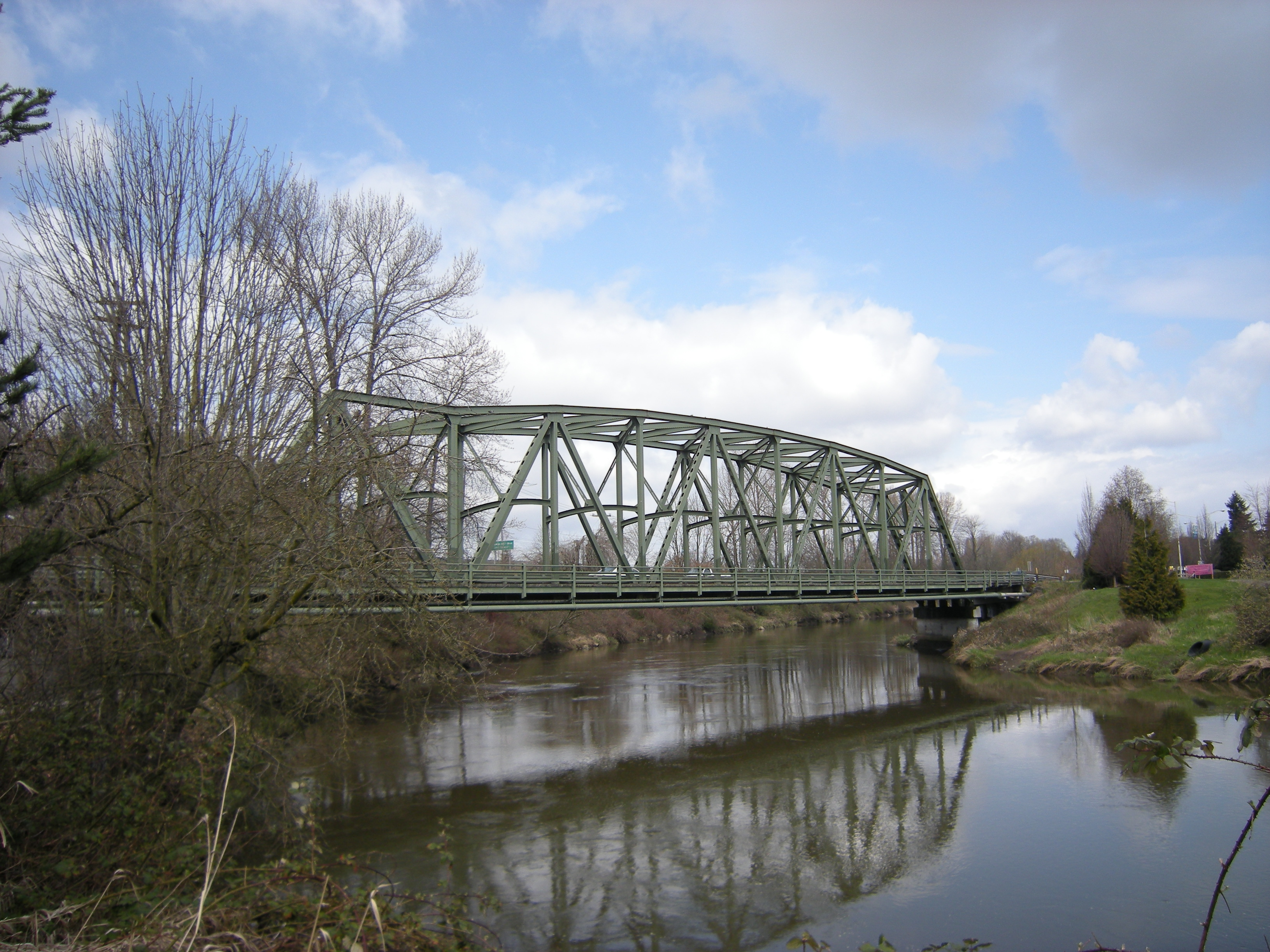
Historický most ve čtvrti Allentown.

- Cascade View - předměstská čtvrť nižší příjmové třídy na západě města
- McMicken Heights - předměstská čtvrť střední příjmové třídy na západě města
- Riverton - městská čtvrť nižší příjmové třídy na středozápadě města
- Foster - předměstská čtvrť střední příjmové třídy na středozápadě města
- Ryan Hill - průmyslová čtvrť střední příjmové třídy na severu města
- Allentown - průmyslová čtvrť střední příjmové třídy na severu města
- Duwamish - průmyslová čtvrť nižší příjmové třídy na východě města
- Thorndyke - předměstská čtvrť střední příjmové třídy na středovýchodě města
- Southcenter - městská čtvrť vyšší střední příjmové třídy v centru města

### Sousedící města
- Seattle - sever
- Bryn Mawr-Skyway - severovýchod
- Renton - východ
- Kent - jihovýchod
- SeaTac - jih
- Des Moines - jihozápad
- Burien - západ

## Demografie
V roce 2010 v Tukwile žilo 19 107 obyvatel, z nichž 44 % tvořili běloši, 19 % Asiaté a 18 % Afroameričané. 18 % obyvatelstva bylo hispánského původu. Město je už dlouho známé jako jedno z nejchudších v metropolitní oblasti Seattle.

## Průmysl

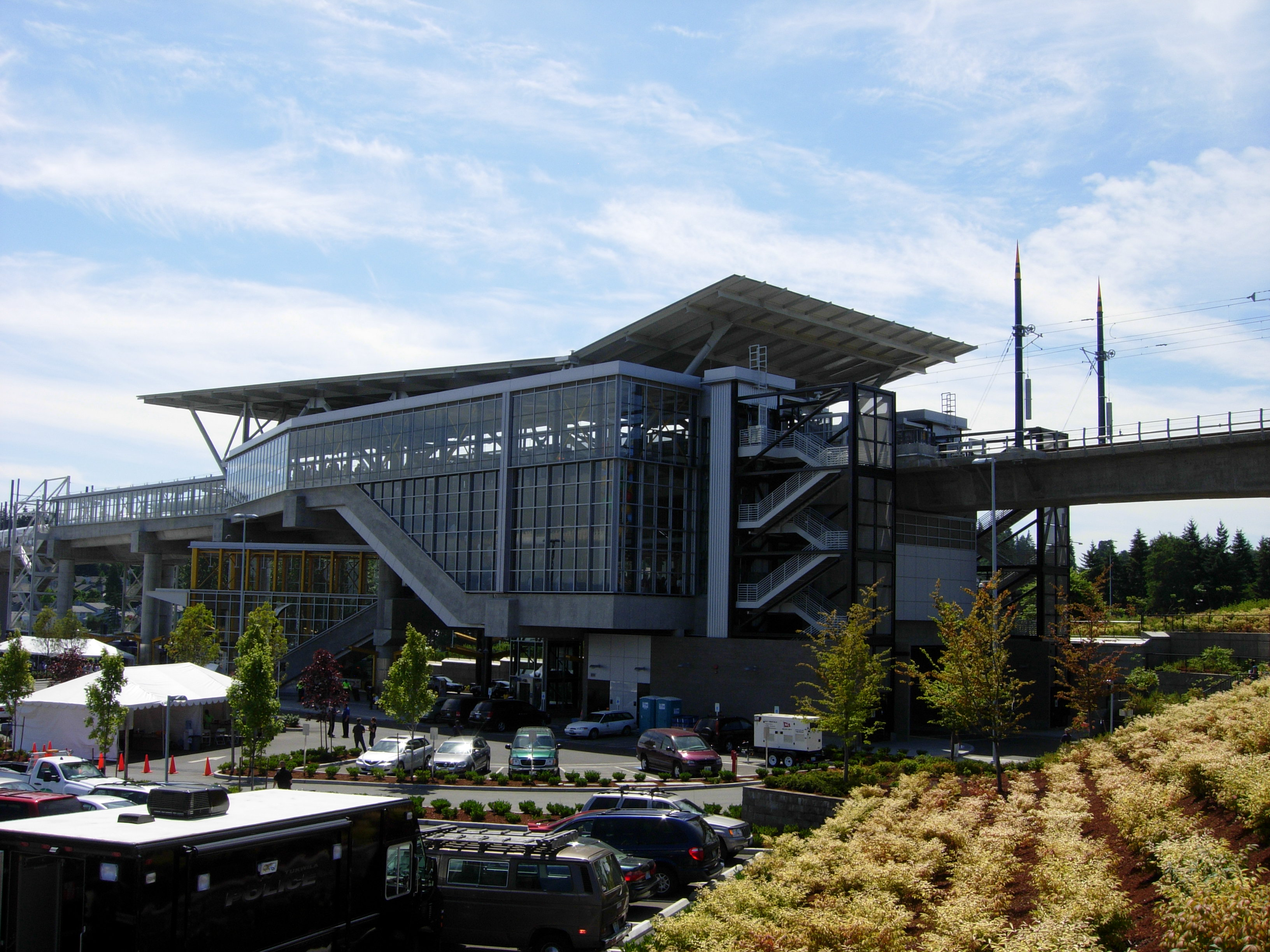
Stanice Tukwila International Boulevard tramvajového systému Link Light Rail.

Díky svému umístění na soutoku dvou řek a křižovatkách několika dálnic a železnic je Tukwila již dlouho centrem obchodu. Nachází se zde největší obchodní centrum celého regionu Pugetův záliv Westfield Southcenter. Firma Boeing zde provozuje několik vlastních podniků a svá internetová datacentra tu má několik společností, jako Microsoft, Savvis nebo University of Washington. Tukwila je zhruba pět minut jízdy od mezinárodního letiště Seattle-Tacoma International Airport, zatímco na druhém konci města se nachází letiště Boeing Field. Přestože ve městě žije jen necelých 20 tisíc obyvatel, svou práci zde má 45 tisíc lidí. Dále je Tukwila místem vzniku americké odnože společnosti Nintendo.

### Největší zaměstnavatelé (2009)
| Pořadí | Zaměstnavatel            | Počet zaměstnanců |
| ------ | ------------------------ | ----------------- |
| 1      | Boeing                   | 7 846             |
| 2      | Group Health Cooperative | 1 984             |
| 3      | King County Metro        | 825               |
| 4      | Macy's                   | 586               |
| 5      | Carlisle Companies       | 570               |
| 6      | Costco                   | 546               |
| 7      | Nordstrom                | 537               |
| 8      | United Parcel Service    | 525               |
| 9      | BECU                     | 425               |
| 10     | Město Tukwila            | 407               |

## Kultura
Na severu města, nedaleko letiště Boeing Field, se nachází Muzeum letectví.